# シェイヴド・フィッシュ〜ジョン・レノンの軌跡
『シェイヴド・フィッシュ〜ジョン・レノンの軌跡』(英語: Shaved Fish / Lennon Plastic Ono Band)は、1975年に「ジョン・レノン／プラスティック・オノ・バンド」名義でリリースされたジョン・レノンの自身初、そして生前に発表された唯一のコンピレーション・アルバムである。

## 解説
1975年2月にカバー・アルバム『ロックン・ロール』をリリースすると、レノンは1967年から9年間にわたるEMI／キャピタルとのレコーディング契約が満了する前に新曲のアルバム制作を計画していた。しかし、前年末に和解したオノ・ヨーコが妊娠したため、過去の作品を集めたコンピレーション・アルバムをリリースすることにした。
同時期にレコード会社主導でリリースされた他のビートルズのメンバーのコンピレーション・アルバムとは異なり、収録曲、曲順、アルバム名、ジャケットやインナー・スリーブのデザインなどの監修をレノン自身が行った。そのため、「平和を我等に」で始まり「平和を我等に」で終わる、コンセプト・アルバム風の構成となっている。
ロイ・コハラのデザインによるアルバム・ジャケットの表面には、マイケル・ブライアンによる収録曲のイメージ画11種と日の丸をあしらったアルバム・タイトル、裏面にはタイトルのもととなった「削り節（鰹節）」が描かれている。
また、裏面の右下にウィンストン・オーブギー博士（Dr. Winston O’Boogie）による「沈黙の陰謀は言葉よりも雄弁である」（Conspiracy of silence speaks louder than words.）というメッセージが記されている。
インナー・スリーブの表面は「日の丸」、裏面は赤地に収録曲の歌詞が印刷されている。なお、掲載されている歌詞には実際とは明らかに異なっている部分がある。
このアルバムをリリースした後、レノンは「主夫」宣言を行い、息子ショーンの育児に専念するため音楽活動を停止した。そのため、1976年2月満了のEMI/キャピトルとのレコーディング契約の更新には興味を示すことはなく、1980年にアルバム『ダブル・ファンタジー』を発表するまでは他のレコード会社との契約を結ぶこともなかった。

## 収録曲
アメリカでリリースされたレノン（プラスティック・オノ・バンド）のシングル13作からカヴァー曲を除くA面11曲が収録されている。ただし、以下の曲はこのアルバムのために編集が行われている。
- 「平和を我等に」：フェードインで始まる最初の約1分間の抜粋で、フェードアウトで終わる。
- 「マザー」：イントロの鐘の音が入るLP収録ヴァージョンだが、フェードアウトが約30秒短く編集されている。
- 「女は世界の奴隷か!」：シングル・ヴァージョンの一部をカットして、約40秒短く編集されている。
- 「真夜中を突っ走れ」：シングル・ヴァージョンのフェードアウトが約20秒短く編集されている。
- 「ハッピー・クリスマス（戦争は終った）」：1972年、マディソン・スクエア・ガーデンで行われた「One to One」コンサートで録音された「平和を我等に」のライブ・パフォーマンスからの抜粋[注釈 12]が「平和を我等に（リプライズ）」として曲のエンディングにクロスフェードされている[8]。

なお「インスタント・カーマ」はUKシングル・ミックスである。また、「パワー・トゥ・ザ・ピープル」はマスター・テープが行方不明になっていたため、7インチシングルから「盤起こし」を行っている。
アメリカ盤では「平和を我等に」と「コールド・ターキー」がメドレーの扱いになっている。

### アナログLP
| #         | タイトル                                                | 作詞・作曲                  | リード・ボーカル | 時間  |
| --------- | ------------------------------------------------------- | --------------------------- | ---------------- | ----- |
| 1.        | 「平和を我等に」(Give Peace a Chance)                   | レノン＝マッカートニー      | ジョン・レノン   | 0:58  |
| 2.        | 「コールド・ターキー」(Cold Turkey)                     | ジョン・レノン              | ジョン・レノン   | 5:00  |
| 3.        | 「インスタント・カーマ」(Instant Karma!)                | ジョン・レノン              | ジョン・レノン   | 3:13  |
| 4.        | 「パワー・トゥ・ザ・ピープル」(Power to the People)     | ジョン・レノン              | ジョン・レノン   | 3:04  |
| 5.        | 「マザー」(Mother)                                      | ジョン・レノン              | ジョン・レノン   | 5:05  |
| 6.        | 「女は世界の奴隷か!」(Woman is the Nigger of the World) | ジョン・レノン オノ・ヨーコ | ジョン・レノン   | 4:36  |
| 合計時間: | 合計時間:                                               | 合計時間:                   | 合計時間:        | 21:56 |

| #         | タイトル | 作詞・作曲                  | リード・ボーカル                | 時間  |
| --------- | --- | --------------------------- | ------------------------------- | ----- |
| 1.        | 「イマジン」(Imagine) | ジョン・レノン              | ジョン・レノン                  | 3:01  |
| 2.        | 「真夜中を突っ走れ」(Whatever Get You Thru the Night)                                                                          | ジョン・レノン              | ジョン・レノン エルトン・ジョン | 3:03  |
| 3.        | 「マインド・ゲームス」(Mind Games)                                                                                             | ジョン・レノン              | ジョン・レノン                  | 4:11  |
| 4.        | 「夢の夢」(#9 Dream) | ジョン・レノン              | ジョン・レノン                  | 4:45  |
| 5.        | 「ハッピー・クリスマス（戦争は終った）/ 平和を我等に（リプライズ）」(Happy Xmas (War is Over) / Give Peace a Chance (Reprise)) | ジョン・レノン オノ・ヨーコ | ジョン・レノン オノ・ヨーコ     | 4:17  |
| 合計時間: | 合計時間: | 合計時間:                   | 合計時間:                       | 19:17 |

### CD
1987年12月にイギリスで発売されたCDでは、一部の曲でフェードアウトが短縮されていないものと差し替えられた。
| #         | タイトル | 作詞・作曲                  | リード・ボーカル                | 時間  |
| --------- | --- | --------------------------- | ------------------------------- | ----- |
| 1.        | 「平和を我等に」(Give Peace a Chance)                                                                                          | レノン＝マッカートニー      | ジョン・レノン                  | 0:58  |
| 2.        | 「コールド・ターキー」(Cold Turkey)                                                                                            | ジョン・レノン              | ジョン・レノン                  | 5:04  |
| 3.        | 「インスタント・カーマ」(Instant Karma!)                                                                                       | ジョン・レノン              | ジョン・レノン                  | 3:23  |
| 4.        | 「パワー・トゥ・ザ・ピープル」(Power to the People)                                                                            | ジョン・レノン              | ジョン・レノン                  | 3:22  |
| 5.        | 「マザー」(Mother) | ジョン・レノン              | ジョン・レノン                  | 5:05  |
| 6.        | 「女は世界の奴隷か!」(Woman is the Nigger of the World)                                                                        | ジョン・レノン オノ・ヨーコ | ジョン・レノン                  | 4:39  |
| 7.        | 「イマジン」(Imagine) | ジョン・レノン              | ジョン・レノン                  | 3:04  |
| 8.        | 「真夜中を突っ走れ」(Whatever Get You Thru the Night)                                                                          | ジョン・レノン              | ジョン・レノン エルトン・ジョン | 3:05  |
| 9.        | 「マインド・ゲームス」(Mind Games)                                                                                             | ジョン・レノン              | ジョン・レノン                  | 4:13  |
| 10.       | 「夢の夢」(#9 Dream) | ジョン・レノン              | ジョン・レノン                  | 4:47  |
| 11.       | 「ハッピー・クリスマス（戦争は終った）/ 平和を我等に（リプライズ）」(Happy Xmas (War is Over) / Give Peace a Chance (Reprise)) | ジョン・レノン オノ・ヨーコ | ジョン・レノン オノ・ヨーコ     | 4:19  |
| 合計時間: | 合計時間: | 合計時間:                   | 合計時間:                       | 41:59 |